# Aades franklini
Espèce
Aades franklini est une espèce de la famille des Curculionidae.

## Classification
Le nom valide complet (avec auteur) de ce taxon est Aades franklini Setliff, 2007.